# پرستودریایی آمریکای جنوبی
پرستودریایی آمریکای جنوبی (نام علمی: Sterna hirundinacea) نام یک گونه از سرده پرستودریایی‌ها است.